# 小米草属
小米草属（学名：Euphrasia）是列當科下的一个属，为一年生或多年生草本植物，本属植物常寄生于禾本科植物的根上。该属共有200种，分布于全球各地。